# Schizomussaenda
Schizomussaenda  es un género monotípico de plantas con flores perteneciente a la familia de las rubiáceas. Incluye una sola especie: Schizomussaenda henryi (Hutch.) X.F.Deng & D.X.Zhang (2008). Es nativa de Indochina al sur de China.

## Descripción
Es un arbusto o árbol pequeño, que alcanza un tamaño de 8 m de altura, las ramas aplanadas o en ángulo a cilíndricas con lenticelas elipsoides. Pecíolo 0.5-1.6 cm, la lámina de la hoja  finas como el papel, lanceoladas, lanceolado-elípticas, ovadas o lanceoladas, de 10-17 × 2.5-6 cm, el haz escasamente hirsuto al menos a lo largo de las venas principales a glabrescentes, el envés estrigosos a lo largo de los principales nervios laterales, la base cuneada  a acuminada redondeada, el ápice agudo. Inflorescencias con pedúnculo de 2.5-9 cm; parte ramificada 18.7 x 17.7 cm, brácteas 3-15 mm, agudas a acuminadas.  Fl. de mayo a octubre, fr. Julio-diciembre.

## Distribución y hábitat
Se encuentra en los bosques; a una altitud de 100-1000 metros en Guangxi, Yunnan en China y en Laos, Birmania, Tailandia y Vietnam.

## Taxonomía
Schizomussaenda henryi fue descrita por (Hutch.) X.F.Deng & D.X.Zhang y publicado en Blumea Supplement 53(2): 390–391, en el año 2008.
Sinonimia
- Mussaenda dehiscens Craib
- Mussaenda elongata Hutch.
- Mussaenda henryi Hutch. basónimo
- Schizomussaenda dehiscens (Craib) H.L.Li
- Schizophragma macrosepalum Hu[4]